# W.E.B. Griffin
W.E.B. Griffin, właśc. William Edmund Butterworth III, (ur. 10 listopada 1929 w Newark, zm. 12 lutego 2019 w Daphne) – amerykański autor powieści sensacyjnych i wojennych.

## Życiorys
Wychował się w Nowym Jorku i Filadelfii. Po wstąpieniu do wojska służył w Niemczech jako podoficer w kontrwywiadzie wojskowym. Po zakończeniu służby uczęszczał na Uniwersytet w Marburgu. Powtórnie powołany w 1951 podczas wojny w Korei służył początkowo jako oficjalny korespondent wojenny, później jako rzecznik prasowy (public information officer) w X Korpusie Armii USA (w jego skład wchodziły też dywizje Piechoty Morskiej).
Po zakończeniu Wojny w Korei kontynuował pracę jako cywilny pracownik armii jako Szef Wydziału Publikacji w siedzibie lotnictwa US Army w Fort Rucker w Alabamie. Porzucił tę pracę po sukcesie swoich pierwszych trzech powieści. Jego żona pochodzi z Argentyny i pisarz dzielił swój czas między Argentynę a Stany Zjednoczone.
Swoje książki pisał także pod pseudonimami:
- Alex Baldwin
- Webb Beech
- Walker E. Blake
- James McM. Douglas
- Eden Hughes
- Edmund O. Scholefield
- Patrick J. Williams
- W.E. Butterworth
- John Kevin Dugan

## Charakterystyka powieści
Powieści Griffina charakteryzuje doskonałe osadzenie w realiach służby w Armii USA (seria Brotherhood of War) i Piechocie Morskiej USA (seria The Corps). Drobiazgowy opis codziennej rzeczywistości, panujących zwyczajów, ukrytych konfliktów i wewnętrznych stosunków w armii odróżnia jego pisarstwo od twórczości np. Jamesa Jonesa, a zbliża do autorów takich jak Tom Clancy. Często w książkach Griffin czerpie ze swoich życiowych doświadczeń i podróży (np. seria
Więzy honoru toczy się w Argentynie).

## Cykle powieściowe
- Braterstwo broni (The Brotherhood of War) – cykl opisuje losy oficerów US Army od zakończenia II wojny światowej do roku 1964 i rebelii w Kongo.
- Korpus (The Corps) – losy żołnierzy Korpusu Piechoty Morskiej USA podczas II wojny światowej, po jej zakończeniu i podczas wojny w Korei. Głównym bohaterem jest Kenneth McCoy, USMCR
- Ostatni bohaterowie (Man at War) – losy żołnierzy działających w OSS w trakcie II wojny światowej.
- Więzy honoru (Honor Bound) – akcja toczy się w Argentynie podczas II wojny światowej.
- Odznaka Honoru (Badge of Honour) – cykl powieści o policjantach z Filadelfii.
- Prezydencki agent (The Presidential Agent) – współczesna seria, osią są działania osobistego wysłannika Prezydenta USA w świecie wywiadu. Głównym bohaterem jest Carlos (Charley) Castillo – major Zielonych Beretów, agent Secret Service i osobisty asystent Sekretarza ds. Bezpieczeństwa.
- Clandestine Operations

## Polskie wydania
Do upadku głównym wydawcą książek Griffina w Polsce było wydawnictwo Adamski i Bieliński. Udało się wydać 8 tomów serii Korpus, zapoczątkowano Więzy honoru i Ostatnich bohaterów. Później wydawanie tych serii przejęło wydawnictwo Zysk i S-ka (Więzy honoru wznawiane od wiosny 2008). Zysk wsławił się fatalnym tłumaczeniem dwu ostatnich tomów Korpusu przez Jerzego Łozińskiego (autor kontrowersyjnego tłumaczenia Władcy Pierścieni) który nie potrafił przetłumaczyć podstawowych terminów związanych z wojskowością. Obecnie tanią paperbackową edycję Korpusu wydaje wydawnictwo De Facto (ukazały się pierwsze 2 tomy).
Największego pecha ma, najlepsza obok Korpusu, seria Braterstwo broni (Brotherhood of War). Pierwszy tom – Porucznicy – został wydany w 1994 roku przez wydawnictwo Absolut&Aramis, drugi Kapitanowie przez AiB. Seria doczekała się wznowienia dopiero w 2007 roku kiedy to Rebis wydał Poruczników i Kapitanów. W 2008 roku ukazali się Majorowie i Pułkownicy. W lipcu 2009 roku wydany został kolejny tom Zielone Berety. oraz ostatni tom serii Generałowie. Rebis drukuje także najnowszą serię powieści o charakterze sensacyjnym Prezydencki Agent, w ramach której ukazały się Z rozkazu prezydenta, Zakładniczka, Łowcy, Strzelcy i Tajne operacje.

## Publikacje
| Lp.                                                                                  | Tytuł oryginalny          | Tytuł polski                  | Wydanie Polskie                     |
| ------------------------------------------------------------------------------------ | ------------------------- | ----------------------------- | ----------------------------------- |
| Seria The Brotherhood of War – Braterstwo broni                                      |                           |                               |                                     |
| 1.                                                                                   | The Lieutenants           | Porucznicy                    | 1994 (Absolut; Aramis), 2007(Rebis) |
| 2.                                                                                   | The Captains              | Kapitanowie                   | 2000 (AiB), 2007 (Rebis)            |
| 3.                                                                                   | The Majors                | Majorowie                     | 2008 (Rebis)                        |
| 4.                                                                                   | The Colonels              | Pułkownicy                    | 2008 (Rebis)                        |
| 5.                                                                                   | The Berets                | Zielone berety                | 2009 (Rebis)                        |
| 6.                                                                                   | The Generals              | Generałowie                   | 2009 (Rebis)                        |
| 7.                                                                                   | The New Breed             | Nowy gatunek                  | 2010 (Rebis)                        |
| 8.                                                                                   | The Aviators              | Lotnicy                       | 2011 (Rebis)                        |
| 9.                                                                                   | Special Ops               | Operacje specjalne            | 2012 (Rebis)                        |
| Seria The Corps – Korpus                                                             |                           |                               |                                     |
| 1.                                                                                   | Semper Fi                 | Semper Fi                     | 1996 (AiB), 2005 (De Facto)         |
| 2.                                                                                   | Call to Arms              | Do broni                      | 1996 (AiB), 2006 (De Facto)         |
| 3.                                                                                   | Counterattack             | Kontratak                     | 1997 (AiB),2006(De Facto)           |
| 4.                                                                                   | Battleground              | Pole bitwy                    | 1998 (AiB)                          |
| 5.                                                                                   | Line of Fire              | Rubież                        | 1998 (AiB)                          |
| 6.                                                                                   | Close Combat              | Zwarcie                       | 1998 (AiB)                          |
| 7.                                                                                   | Behind the Lines          | Za linią frontu               | 1999 (AiB)                          |
| 8.                                                                                   | In Danger's Path          | Gobi                          | 2001 (AiB)                          |
| 9.                                                                                   | Under Fire                | Pod ostrzałem                 | 2005 (Zysk i S-ka)                  |
| 10.                                                                                  | Retreat, Hell!            | Odwrót do cholery!            | 2005 (Zysk i S-ka)                  |
| Seria Men At War – Ostatni bohaterowie                                               |                           |                               |                                     |
| 1.                                                                                   | The Last Heroes           | Dwa fronty                    | 1999 (AiB), 2005 (Zysk i S-ka)      |
| 2.                                                                                   | The Secret Warriors       | Ludzie z mroku                | 2000 (Espadon), 2005 (Zysk i S-ka)  |
| 3.                                                                                   | The Soldier Spies         | Szpiedzy i żołnierze          | 2005 (Zysk i S-ka)                  |
| 4.                                                                                   | The Fighting Agents       | Walka agentów                 | 2005 (Zysk i S-ka)                  |
| 5.                                                                                   | The Saboteurs             | Sabotażyści                   | 2008 (Zysk i S-ka)                  |
| 6.                                                                                   | The Double Agents         | Podwójni agenci               | 2011 (Zysk i S-ka)                  |
| 7.                                                                                   | The Spymasters            | Arcyszpiedzy                  | 2016 (Zysk i S-ka)                  |
| Seria Honour Bound – Więzy honoru                                                    |                           |                               |                                     |
| 1.                                                                                   | Honor Bound               | Więzy honoru                  | 1996 (AiB), 2008 (Zysk i S-ka)      |
| 2.                                                                                   | Blood and Honor           | Krew i honor                  | 1999 (AiB), 2009 (Zysk i S-ka)      |
| 3.                                                                                   | Secret Honor              | Honor szpiega                 | 2009 (Zysk i S-ka)                  |
| 4.                                                                                   | Death and Honor           | Śmierć i honor                | 2012 (Zysk i S-ka)                  |
| 5.                                                                                   | The Honor of Spies        | Czas honoru                   | 2016 (Zysk i S-ka)                  |
| 6.                                                                                   | Victory and Honor         |                               |                                     |
| 7.                                                                                   | Empire and Honor          |                               |                                     |
| Seria Badge of Honour – Odznaka Honoru                                               |                           |                               |                                     |
| 1.                                                                                   | Men in Blue               | Gliniarze                     | 2006 (Zysk i S-ka)                  |
| 2.                                                                                   | Special Operations        | Wydział dochodzeń specjalnych | 2007 (Zysk i s-ka)                  |
| 3.                                                                                   | The Victim                | Ofiara                        | 2008 (Zysk i s-ka)                  |
| 4.                                                                                   | The Witness               | Świadek                       | 2010 (Zysk i s-ka)                  |
| 5.                                                                                   | The Assassin              | Zabójca                       | 2013 (Zysk i s-ka)                  |
| 6.                                                                                   | The Murderers             | Mordercy                      | 2017 (Zysk i s-ka)                  |
| 7.                                                                                   | The Investigators         | Śledczy                       | 2018 (Zysk i s-ka)                  |
| 8.                                                                                   | Final Justice             |                               |                                     |
| 9.                                                                                   | The Traffickers           |                               |                                     |
| 10.                                                                                  | The Vigilantes            |                               |                                     |
| 11.                                                                                  | The Last Witness          |                               |                                     |
| 12.                                                                                  | Deadly Assets             |                               |                                     |
| Seria The Presidential Agent – Prezydencki agent                                     |                           |                               |                                     |
| 1.                                                                                   | By Order of the President | Z rozkazu prezydenta          | 2005 (Rebis)                        |
| 3.                                                                                   | The Hostage               | Zakładniczka                  | 2006 (Rebis)                        |
| 3.                                                                                   | The Hunters               | Łowcy                         | 2007 (Rebis)                        |
| 4.                                                                                   | The Shooters              | Strzelcy                      | 2008 (Rebis)                        |
| 5.                                                                                   | Black Ops                 | Tajne operacje                | 2009 (Rebis)                        |
| 6.                                                                                   | The Outlaws               | Poza prawem                   | 2011 (Rebis)                        |
| 7.                                                                                   | Covert Warriors           | Żołnierze cienia              | 2012 (Rebis)                        |
| 8.                                                                                   | Hazardous Duty            | Niebezpieczna Misja           | 2014 (Rebis)                        |
| Seria Clandestine Operations - Tajne operacje (współautor William E. Butterworth IV) |                           |                               |                                     |
| 1.                                                                                   | Top Secret                | Ściśle tajne                  | 2015 (Rebis)                        |
| 2.                                                                                   | The Assassination Option  | Opcja zabójstwa               | 2016 (Rebis)                        |
| 3.                                                                                   | Curtain of Death          | Kurtyna śmierci               | 2018 (Rebis)                        |
| 4.                                                                                   | Death at Nuremberg        |                               |                                     |
| 5.                                                                                   | The Enemy Of My Enemy     |                               |                                     |